# By the Way (албум)
„By the Way“ е осми студиен албум на американската фънк рок група Ред Хот Чили Пепърс, издаден на 9 юли 2002. Албумът се различава от предшественика си Californication с по-откровените текстове на Антъни Кийдис и мелодичност наложена от Джон Фрушанте.

## Предистория
През месец юли 1999 групата тръгва на двугодишно световно турне с цел промоция на албума Californication. Групата оглавява фестивала Уудсток '99 където свирят последни. Десет минути преди да излязат на сцена са помолени от Джани Хендрикс да изпълнят песента на доведения ѝ брат Fire в чест на 30-годишнина от легендарния Уудсток '69. Двата отличителни момента в концерта са ексхибиционизмът на Флий, който свири чисто гол и пожарът, който избухва по средата на концерта след вандалска проява. Месец по-късно групата тръгва на европейско турне, стартирайки на 14 август 1999, когато изнасят безплатен концерт на Червеният площад в Москва пред 300 000 души в чест на стартирането на руското MTV. По време на турнето Джон Фрушанте налага нова тенденция, залагайки доста на импровизацията на сцена. Началото на всеки концерт Джон, Флий и Чад изпълняват импровизиран джем, който е традиция на всеки концерт на Ред Хот Чили Пепърс до днес. Турнето обхваща Северна Америка, Южна Америка, Европа, Азия и Океания. Последният концерт от турнето е в родния щат на групата в Силвър Лейк, Калифорния на 14 декември 2001. През декември 2000, Антъни Кийдис успява да се пречисти от наркотиците за последен път. Личните проблеми на Флий в същото време се задълбочават, главно заради нежеланието да бъде далеч от дома си. По този повод той предлага групата да изнася концерти в продължение на 3 седмици и да почива една, нещо към което групата се придържа оттогава. Друга идея на Флий свързана с благотворителност също е приета от останалите в групата, заделяйки 5 процента от приходите. През март 2001 Джон Фрушанте издава трети солов албум To Record Water For Only Ten Days и през почивките в турнето тръгва на самостоятелна серия от концерти из Европа с цел да промотира новия си продукт. През същата година Ред Хот Чили Пепърс издават първото си концертно DVD ‘’Off the Map’’.

## Записи
Групата влиза в студио през март 2001 за записите на новия албум. За четвърти пореден път продуцент е Рик Рубин, с когото Ред Хот Чили Пепърс работят от 1991 насам. Напълно възстановен Джон Фрушанте се включва с голямо желание към записния процес, който Антъни Кийдис характеризира като напълно различен от този в Californication, комплектовайки песните от разни рифове и идеи на Джон и Флий. По думите на Джон Фрушанте, записният процес в „By the Way“ е един от най-щастливите периоди в живота му, давайки възможност за усъвършенстване на китарните умения. Записани са 28 песни, от които, след редакция, 14 биват включени в албума. Стилът на свирене е повлиян от изпълнители като Вини Райли, Дурути Колъм, Джони Мар, Джон Маггоч и Анди Партридж, които по думите на Джон Фрушанте творят ‘’в пластове, а не в техника’’. За създаване на точната атмосфера в албума са използвани ефекти като фланджър и Биг мъф. Любовните взаимоотношения на Антъни Кийдис имат голямо влияние върху текстовете на песните, някои от които са By the Way, I Could Die for You и Warm Tape. Другото влияние осезаемо в песните This Is the Place, Don't Forget Me и Dosed е отказването на Кийдис от наркотиците. Последната песен в албума ‘’Venice Queen’’ е написана в памет на дългогодишната приятелка на групата, Глория Скот, която е диагнозирана с рак на белия дроб, битка която тя впоследствие губи. За набиране на средства за лечението ѝ Чили Пепърс организират благотворителен концерт, в който вземат участие те, идолът на Глория, Нийл Йънг и Crazy Horse. Албумът By the Way се характеризира с малкото включени характерни за групата фънк песни, като голяма част от тях са издадени като B-side.

## Приемане
By the Way е издаден на 9 юли 2002, като продажбите му надхвърлят бройката от 700 000 през първата седмица. Албумът достига до втора позиция в класацията за продадени албуми на списание Billboard. В Щатите By the Way е сертифициран със златен статут 3 месеца по-късно на 26 октомври 2002. Издадени като сингли са песните ‘’By the Way’’, ‘’The Zephyr Song’’, ‘’Can’t Stop’’, в САЩ – ‘’Dosed’’ и в Европа е издадена песента ‘’Universally Speaking’’. В световен мащаб албумът дебютира на първа позиция във Великобритания, Австрия, Швеция, Швейцария и Нова Зеландия.
Реакцията на критика е позитивна за албума, хвалейки плътността и мелодичността на By the Way. По думите на Зак Джонсън от AllMusicGuide албумът е „сложен, но запазващ енергията на групата към любовта и страстта към живота“. Списание Ролинг Стоун нарича албума „влудяващо мелодичен“ и „перфектно балансиран между тежкия и мелодичния звук“. Списание Mojo възхвалява албума като най-силният им продукт от Blood Sugar Sex Magik насам. Кимбърли Мак от Pop Matters счита че текстовете са приятелско-хипи в съдържание и носят носталгията на времето от края на 60-те. Мак също възхвалява песента Venice Queen с думите „шедьовър“ и беквокалите на Джон Фрушанте като „натрапчиво красиви“

## Състав
- Антъни Кийдис – вокали
- Джон Фрушанте – китара, беквокали, клавишни
- Флий – бас китара, тромпет, беквокали
- Чад Смит – барабани, перкусии
- Рик Рубин – продуцент
- Владимир Мелър – мастъринг
- Джулия Шнабел и Ред Хот Чили Пепърс – фотографии